# Adil Tahif
Adil Tahif, né le 24 février 2001 à Casablanca (Maroc), est un footballeur marocain jouant au poste défenseur central à Umm-Salal SC.

## Biographie

### En club
Adil Tahif naît à Casablanca au Maroc et intègre dès son plus jeune âge l'Académie MVI. Dans les radars de plusieurs clubs européens, il s'engage au CD Leganés en 2019 et fait ses débuts en équipe réserve le 18 octobre 2020 au cours d'une victoire 2-1 face au Móstoles CF. Il joue quinze rencontres et inscrit deux buts lors de la saison 2020-2021.
Le 28 août 2021, il s'engage librement au SCC Mohammédia, club évoluant en Botola Pro. Le 28 septembre 2021, il dispute son premier match professionnel en étant titularisé face au Rapide Oued Zem (match nul, 0-0). Le 25 février 2022, il inscrit son premier but en championnat marocain face au même adversaire (victoire, 4-1). Il termine la saison 2021-22 à la onzième place du classement du championnat. 
Une saison plus tard, le 9 septembre 2022, il signe un contrat de deux saisons à la RS Berkane. Le 18 septembre 2022, il dispute son premier match avec Berkane face à l'Olympique de Safi et inscrit par la même occasion son premier but de la saison (défaite, 1-2).

### En sélection

#### Maroc -20 ans (2020-2021)
Le 7 octobre 2020, il est sélectionné avec l'équipe du Maroc -20 ans pour une double confrontation amicale contre la Mauritanie -20 ans au Complexe Mohammed VI à Salé. 
Adil Tahif est convoqué en février 2021 pour prendre part à la Coupe d'Afrique U20 sous Zakaria Aboub. Le Maroc -20 ans parvient à atteindre les quarts de finale. Il est éliminé de la compétition à la suite d'une défaite sur séance de penaltys face à la Tunisie -20 ans. 

#### Maroc olympique (2021-2024)
En octobre 2021, il figure pour la première fois sur la liste du Maroc olympique concoctée par Hicham Dmii pour un stage de préparation au Centre sportif de Maâmora à Salé du 4 au 12 octobre. 
Il retourne en équipe du Maroc olympique en juillet 2022, lorsqu'il est convoqué par Hicham Dmii pour figurer sur sa liste de la sélection qui prend part aux Jeux de la solidarité islamique qui a lieu à Konya en Turquie. La liste comprend uniquement les joueurs locaux âgés moins de 23 ans. Se retrouvant dans un groupe B composé de l'Iran, de l'Arabie saoudite et l'Azerbaïdjan, le premier match est remporté sur tapis vert à la suite du retrait de l'Iran de la compétition. Lors du deuxième match, les Marocains sont défaits par les Saoudiens sur un score de 2-0. Il est alors éliminé au premier tour après un match nul de 2-2 enregistré face à l'Azerbaïdjan. Lors de ce dernier match, les buts sont inscrits par Reda Slim et Hamza Regragui.
Le 22 mars 2023, il rejoint le Maroc olympique sous le nouveau sélectionneur Issame Charaï pour un match amical face à la Côte d'Ivoire olympique à Rabat dans le cadre des préparations à la Coupe d'Afrique des nations de football des moins de 23 ans qui se déroulera au Maroc en 2023,. Lors de ce match, il est titularisé mais encaisse trois buts (défaite, 2-3). Deux jours plus tard, il est de nouveau titularisé lors d'un match amical face au Togo olympique, disputant ainsi 90 minutes avec le brassard de capitaine (victoire, 2-0). Il enchaîne avec une nouvelle titularisation le 27 mars face à l'Ouzbékistan olympique (victoire, 3-0).
Le 4 juillet 2024, il est sélectionné par Tarik Sektioui dans une liste de 22 joueurs avec le Maroc olympique pour prendre part aux Jeux olympiques 2024,.

## Statistiques

### Statistiques détaillées
| Saison                | Club                  | Championnat           | Championnat | Championnat | Championnat | Coupe(s) nationale(s) | Coupe(s) nationale(s) | Coupe(s) nationale(s) | Compétition(s) continentale(s) | Compétition(s) continentale(s) | Compétition(s) continentale(s) | Compétition(s) continentale(s) | Maroc | Maroc | Maroc | Total | Total | Total |
| Saison                | Club                  | Division              | M.          | B.          | P.d.        | M.                    | B.                    | P.d.                  | Comp.                          | M.                             | B.                             | P.d.                           | M.    | B.    | P.d.  | M.    | B.    | P.d.  |
| 2021-2022             | SCC Mohammédia        | Botola Pro            | 23          | 1           | 0           | -                     | -                     | -                     | -                              | -                              | -                              | -                              | -     | -     | -     | 23    | 1     | 0     |
| Sous-total            | Sous-total            | Sous-total            | 23          | 1           | 0           | -                     | -                     | -                     | -                              | -                              | -                              | -                              | -     | -     | -     | 23    | 1     | 0     |
| 2022-2023             | RS Berkane            | Botola Pro            | 22          | 1           | 0           | -                     | -                     | -                     | C3                             | 2                              | 0                              | 0                              | -     | -     | -     | 24    | 1     | 0     |
| 2023-2024             | RS Berkane            | Botola Pro            | 22          | 1           | 1           | -                     | -                     | -                     | C3                             | 9                              | 3                              | 0                              | -     | -     | -     | 31    | 4     | 1     |
| 2024-2025             | RS Berkane            | Botola Pro            | -           | -           | -           | -                     | -                     | -                     | -                              | -                              | -                              | -                              | -     | -     | -     | 0     | 0     | 0     |
| Sous-total            | Sous-total            | Sous-total            | 44          | 2           | 1           | -                     | -                     | -                     | -                              | 11                             | 3                              | 0                              | -     | -     | -     | 55    | 5     | 1     |
| Total sur la carrière | Total sur la carrière | Total sur la carrière | 67          | 3           | 1           | -                     | -                     | -                     | -                              | 11                             | 3                              | 0                              | 0     | 0     | 0     | 78    | 6     | 1     |

## Palmarès

### En club
RS Berkane
- Coupe du Maroc (1) :
  - Vainqueur : 2022.

### En sélection
Maroc -23 ans
- Jeux olympiques
  -  Bronze : Paris 2024